# 将監トンネル

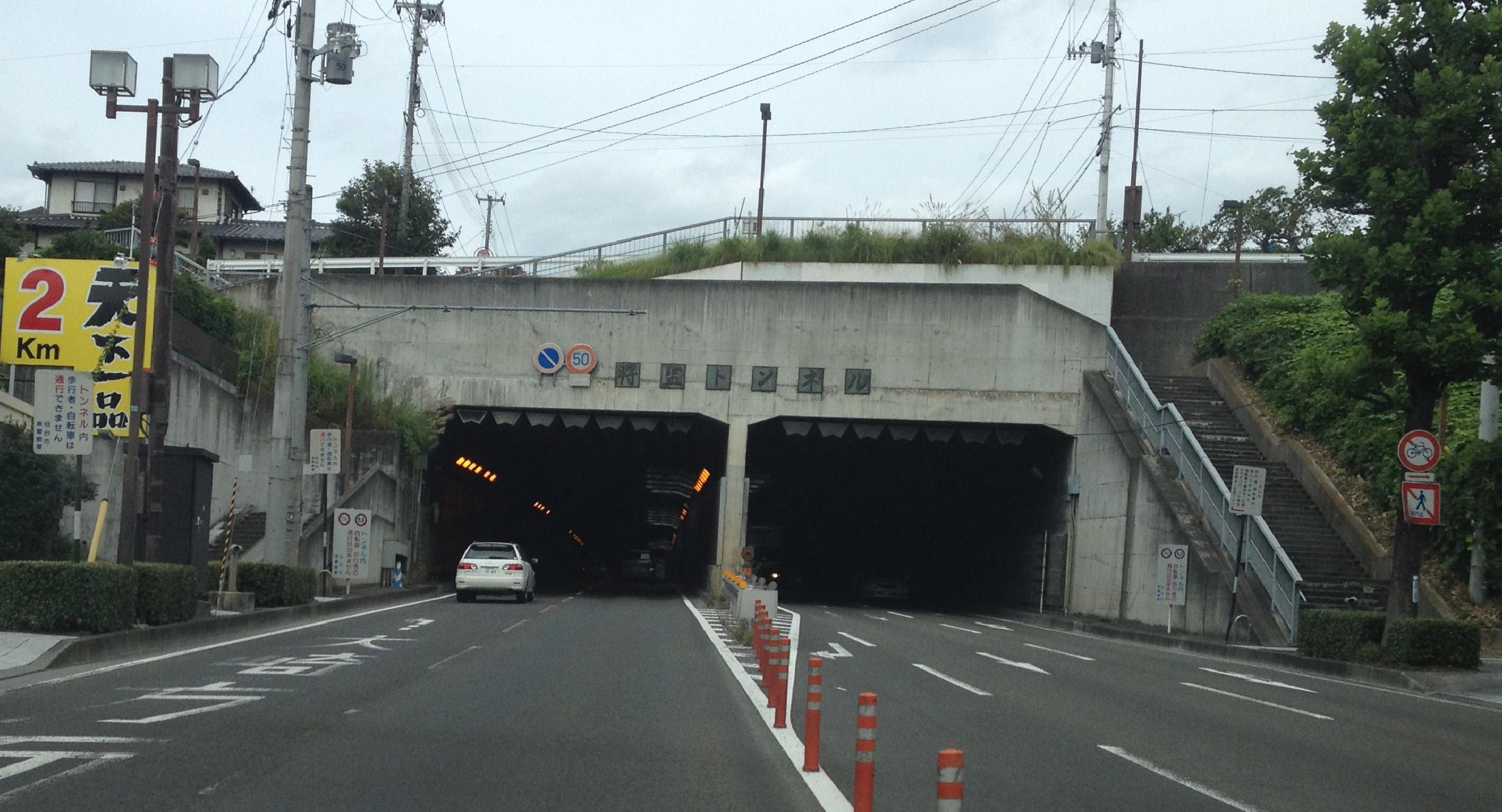
泉中央（南）側 出入口

将監トンネル（しょうげんトンネル）は、宮城県仙台市泉区を南北に走る道路トンネル。上下線2本、片側2車線、全長791.5m。

## 概要
泉中央地区の北部に位置する自動車・自動二輪車用トンネル。将監団地の地下を走り、宮城県道22号仙台泉線を通す。トンネル北側出入口は、国道4号との交差点となる。南行きトンネル入口は、将監トンネル連絡橋の合流部にあたり、開口部が広くなっている。
また、地表部を市道が並走する。同市道の中央分離帯がトンネル右側車線の一部と重なっており、トンネル上部が所々開口している、採光を取り入れたトンネルとなっている。
東北自動車道 泉IC等のある泉区北東部や富谷市方面と泉中央・仙台市都心部とを結ぶ主要ルート上に位置することから、交通量が多く、朝夕を中心に慢性的な渋滞が発生する区間となっている。泉中央・仙台方面と富谷市・大和町方面とを結ぶ路線バスのほぼ全路線が当トンネルを利用する。

## 将監トンネル連絡橋

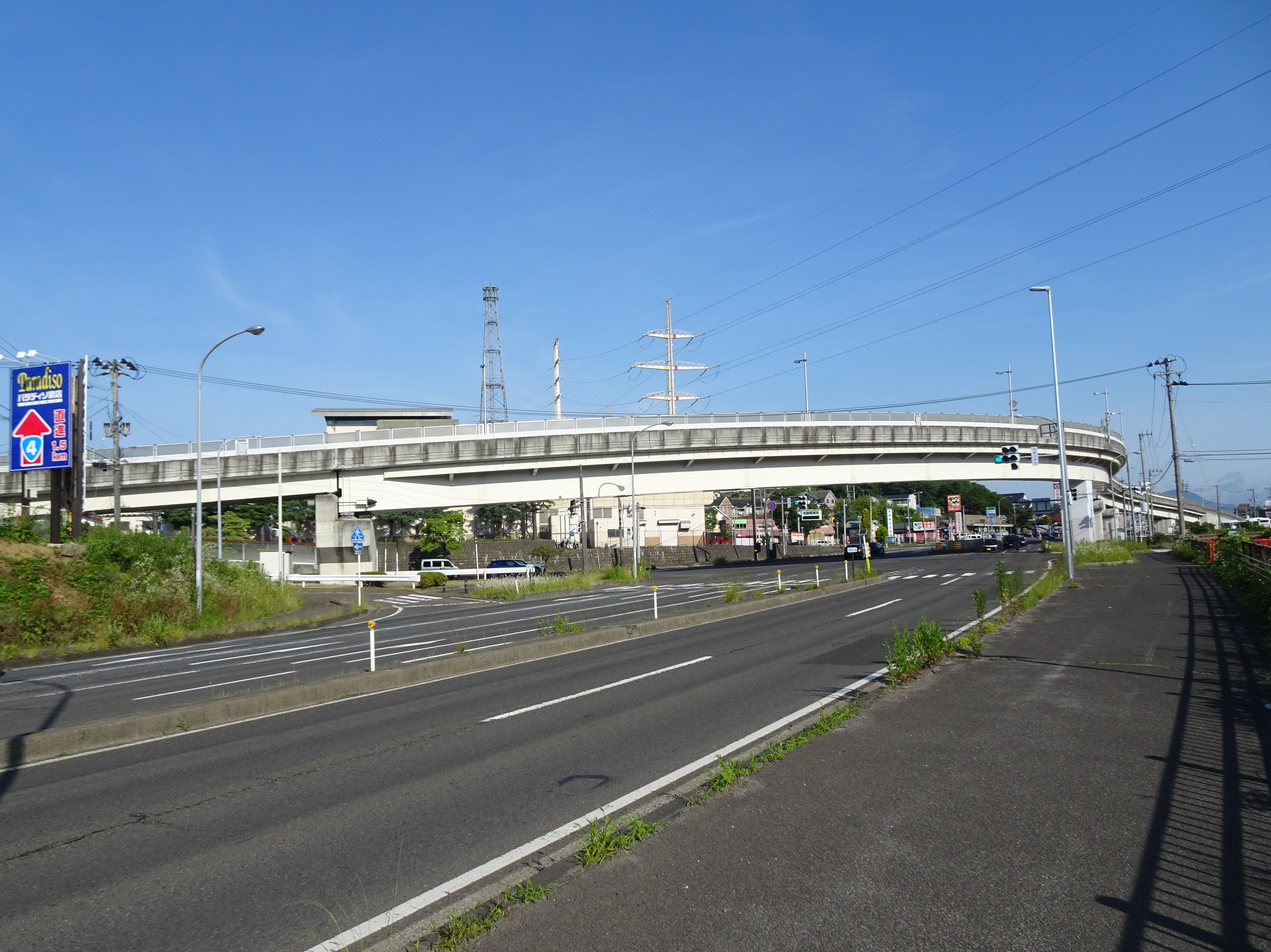
将監トンネル連絡橋（写真左方向に将監トンネルがある）

国道4号から分岐し宮城県道22号仙台泉線へ合流するための連絡橋。当橋の開通前、国道4号上り線から宮城県道22号へ向かうためには、将監交差点を右折することを強いられており、国道4号は慢性的な渋滞が発生していた。当橋の開通によって、将監交差点付近の渋滞は緩和された。

## 沿革
- 1990年12月 - 将監トンネル竣工。
- 1991年 - 将監トンネル区間、開通。
- 1999年 - 将監トンネル連絡橋、供用開始。